# Cal Passani
Cal Passani és una obra modernista de Sant Joan Despí (Baix Llobregat) inclosa a l'Inventari del Patrimoni Arquitectònic de Catalunya.

## Descripció
Casa-torre composta de cinc cossos quadrats que s' interconexionen entre ells. D'alçada tots ells diferents. El més alt fa les funcions de torre i les seves obertures són fetes per columnes exemptes i d'obra vista. Tots ells amb coberta a quatre vessants -és la mateixa idea que la Torre de la Creu, però partint d'unes idees molt més racionalitzades- Li manca l'efectisme expressionista de l'anterior, si bé les formes geomètriques li donen un aire força racionalista. Voltada tota ella de jardí.

## Història
El promotor de l'obra fou Marius Passani; petició de la llicència municipal d'obres el 7-03-1932.